# Niccolò Ricciolini

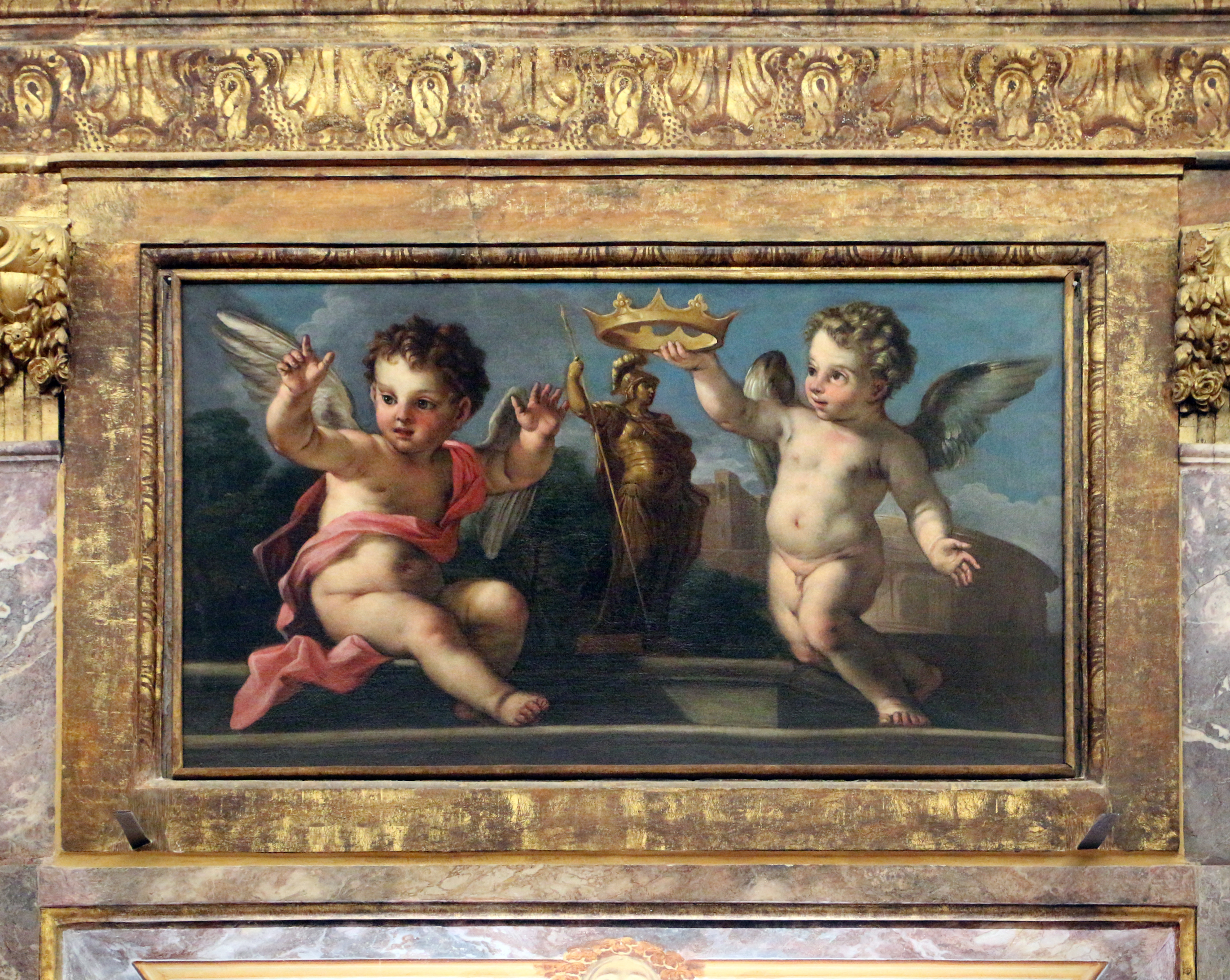
Puttos à palazzo Ricciolini, Macerata

Niccolò Ricciolini, né le 1er février 1687 à Rome, où il est mort le 15 octobre 1772, est un peintre italien.

## Biographie
Niccolo Ricciolini est né en 1687 (et non en 1637) à Rome. 
Élève de son père Michel-Ange Ricciolini, Niccolò Ricciolini a ensuite étudié à l'Accademia di San Luca, où il a reçu le premier prix en 1703. Il devient membre de la Confrérie de Virtuosi le 18 juin 1719 et de l'Accademie le 7 septembre 1721. Plusieurs de ses œuvres religieuses sont dans les églises de Rome.